# T. S. Eliot
Thomas Stearns Eliot (n. 26 septembrie 1888 – d. 4 ianuarie 1965) a fost un poet, dramaturg și teoretician literar britanic de origine americană, laureat al Premiului Nobel pentru Literatură (1948). Prin arta sa remarcabilă, T.S. Eliot a revoluționat întreaga poezie modernă engleză.

## Motivația Juriului Nobel
"...pentru contribuția sa remarcabilă, de pionierat, la poezia zilelor noastre".

## Date biografice
S-a născut în St.Louis, Missouri și a fost mezinul răsfățat al unei familii cu 7 copii. Mama sa, profesoară și poetă aspirantă, este cea care îi face cunoștința cu poezia. În 1910, Eliot își încheie studiile de filozofie la Harvard, deși frecventează cursurile numai selectiv. Petrece un an la Paris unde scrie Cântecul lui Alfred Prufrock, poemul care îi aduce consacrarea. Aici va frecventa cursurile universității din Sorbona, iar în Anglia va studia și la Oxford. 
În 1914, pleacă în Anglia cu o bursă de studii. O întâlnește aici pe Vivienne Haigh-Wood (1888 - 1947), o guvernantă, dansatoare și morfinomană. În ciuda protestelor familiei, Eliot se căsătorește cu ea. 
După moartea tatălui său, în 1919, suferă o cădere nervoasă. În timpul recuperării, scrie poemul Țara pustie, devenit simbolul generației postbelice, generație deziluzionată și debusolată, și totodată piatră de temelie a poeziei moderne. În 1933 divorțează de Vivienne, care va fi apoi internată într-un spital de boli mentale. 
În 1930 scrie Miercurea păresimilor (Ash Wednesday) și ultimul ciclu, Patru cvartete (Four quartets) apare în 1940. Volumul său Old Possum's Book of Practical Cats, pe care l-a scris pentru nepoții săi, s-a transformat în libretul musicalului Cats și a rămas pentru câteva decenii consecutiv un mare hit pe Broadway. 
În 1957 se căsătorește în secret cu Valery Fletcher (n. 17 august 1926), fosta lui secretară, o femeie cu 38 de ani mai tânără. Moare la 4 ianuarie 1965 la Londra. Corpul îi este incinerat și, conform dorinței sale, cenușa este dusă în satul din care strămoșii lui emigraseră spre America.

## Opera

### Poezie
- The Love Song of J. Alfred Prufrock (1917)
- Poems (1920)
- The Waste Land (Țara pierdută) (1922)
- The Hollow Men (1925)
- Ash Wednesday (Miercurea Cenușii) (1930)
- Poems (1930)
- Coriolan (1931)
- Old Possum's Book of Practical Cats (1939)
- Four Quartets (Patru Cvartete) (1945)

### Piese
- Sweeney Agonistes (publicată în 1926, jucată în 1934)
- The Rock (1934)
- Murder in the Cathedral (Omor în Catedrală) (1935)
- The Family Reunion (1939)
- The Cocktail Party (1949)
- The Confidential Clerk (1954)
- The Elder Statesman (jucată în 1958, publicată în 1959)

### Non-fiction
- The Sacred Wood: Essays on Poetry and Criticism (1920)
- The Second-Order Mind (1920)
- Homage to John Dryden (1924)
- Shakespeare and the Stoicism of Seneca (1928)
- For Lancelot Andrewes (1928)
- Dante (1929)
- Selected Essays, 1917?1932 (1932)
- The Use of Poetry and the Use of Criticism (1933)
- After Strange Gods (1934)
- Elizabethan Essays (1934)
- Essays Ancient and Modern (1936)
- The Idea of a Christian Society (1940)
- Notes Towards the Definition of Culture (1948)
- Poetry and Drama (1951)
- The Three Voices of Poetry (1954)
- On Poetry and Poets (1957)

## Vezi și
- Listă de dramaturgi americani
- Listă de piese de teatru americane